# Kurt Mørkøre
Kurt Mørkøre (* 20. Februar 1969) ist ein ehemaliger färöischer Fußballspieler und derzeitiger Fußballtrainer.

## Karriere

### Verein
Mørkøre begann seine Karriere im Erwachsenenbereich bei KÍ Klaksvík in der 1. Deild. Sein erstes Spiel absolvierte er beim 1:0-Auswärtssieg gegen HB Tórshavn am ersten Spieltag der Saison. Direkt am zweiten Spieltag gelang ihm beim 4:0-Heimsieg gegen LÍF Leirvík mit dem Führungstreffer sein erstes Tor. 1988 wechselte er zum Ligakonkurrenten LÍF Leirvík und etablierte sich dort als regelmäßiger Torschütze. Anschließend kehrte Mørkøre zu KÍ Klaksvík zurück, mit dem Verein gewann er 1990 durch ein 6:1 gegen GÍ Gøta den Landespokal und 1991 gemeinsam mit Todi Jónsson, Jákup Mikkelsen und Allan Mørkøre den nationalen Meistertitel. 1992 konnte der Pokalerfolg durch ein 2:1 gegen B71 Sandur wiederholt werden.
Im Frühjahr 1994 wechselte Mørkøre zu Saisonbeginn erstmals ins Ausland und spielte bei Skarbøvik IF im unterklassigen norwegischen Fußball. Nach nur drei Monaten wechselte er zurück zu KÍ Klaksvík, wo er eine Halbserie spielte. Anfang 1995 zog er zu B68 Toftir weiter, mit denen er im Pokalfinale HB Tórshavn mit 1:3 unterlag. Im Sommer schloss sich Mørkøre erneut den Norwegern von Skarbøvik IF an, nach Saisonende kehrte er im Herbst zu seinem Heimatklub KÍ Klaksvík zurück. 1996 wurde er erstmals Torschützenkönig, zwei Jahre später stand er abermals mit KÍ im Pokalfinale, das jedoch gegen HB Tórshavn mit 0:2 verloren wurde.
Nachdem Mørkøre 1999 bis Ende August beim späteren Meister KÍ Klaksvík gemeinsam mit Rógvi Jacobsen, Heðin á Lakjuni und Jan Allan Müller unter Vertrag gestanden hatte und noch den Pokal mit 3:1 gegen B36 Tórshavn gewann, wechselte er kurz vor Ende der Transferperiode zu Sogndal IL erneut nach Norwegen. Nach anderthalb Jahren in der 1. divisjon stieg er mit dem Klub Ende 2000 in die Tippeligaen auf. Mit 20 Saisontoren war er dabei maßgeblich am Erfolg beteiligt. In der ersten Liga blieb ihm der Erfolg verwehrt, nach acht Ligaspielen in der höchsten norwegischen Liga kehrte er im Sommer 2001 abermals zu KÍ Klaksvík zurück und stand wieder im Pokalfinale, unterlag dort jedoch mit 0:1 gegen B36 Tórshavn. Nach einer Pause von einem Jahr spielte Mørkøre 2004 erneut im unterklassigen norwegischen Fußball bei Eide & Omegn. 2005 ging er für eine Spielzeit wieder zu KÍ Klaksvík. Seine letzten Spiele absolvierte er 2007 in der zweiten Liga für B36 Tórshavn II.

### Nationalmannschaft
Mørkøre debütierte beim ersten offiziellen Länderspiel der färöischen Nationalmannschaft am 24. August 1988 im Freundschaftsspiel gegen Island in Akranes, welches 0:1 verloren wurde. Zudem war er Teil der Mannschaft, die beim Fußballländerspiel Färöer – Österreich 1990 mit 1:0 siegte. Insgesamt absolvierte er 37 Spiele und erzielte dabei drei Tore, wovon ihm sein erstes am 8. August 1990 zur 1:0-Führung beim 2:3 im Freundschaftsspiel gegen Island in Tórshavn gelang. Sein letztes Spiel im Nationalmannschaftstrikot fand am 6. Oktober 2001 beim 0:3 im WM-Qualifikationsspiel gegen Slowenien in Ljubljana statt.

### Trainerkarriere
Bereits 2002 agierte Mørkøre als Spielertrainer für KÍ Klaksvík in der ersten Liga, die Saison wurde auf dem dritten Platz abgeschlossen. 2007 folgte sein nächstes Engagement als Trainer bei B36 Tórshavn, mit denen er erneut Dritter wurde. Im folgenden Jahr ging Mørkøre nach Norwegen. Zunächst betreute er dort Elnesvågen og Omegn IL, von 2011 bis 2012 übernahm er den Viertligisten IL Averøykameratene, um daraufhin für ein Jahr zu Elnesvågen og Omegn IL zurückzukehren.

### Erfolge
- 2× Färöischer Meister: 1991, 1999
- 3× Färöischer Pokalsieger: 1990, 1992, 1999
- 1× Torschützenkönig der ersten färöischen Liga: 1996

## Persönliches
Kurt ist der ältere Bruder von Allan Mørkøre (* 1971), welcher ebenfalls als Fußballspieler und -trainer bekannt wurde.